# 11004 Stenmark
11004 Stenmark este un asteroid din centura principală de asteroizi.

## Descriere
11004 Stenmark este un asteroid din centura principală de asteroizi. A fost descoperit pe 16 martie 1980 la Observatorul La Silla de Claes-Ingvar Lagerkvist. Asteroidul prezintă o orbită caracterizată de o semiaxă mare de 3,22 ua, o excentricitate de 0,16 și o înclinație de 16,8° în raport cu ecliptica.